# AS Gardanne
Avenir Sporting Gardannais, kurz AS Gardanne, ist der Name eines französischen Fußballclubs aus der provençalischen Kleinstadt Gardanne. Gegründet wurde der Verein 1921. Die erste Männermannschaft tritt 2013/14 in der sechstklassigen Division d’Honneur an.

## Geschichte
Während der Ort Gardanne ab dem 19. Jahrhundert eher industriell geprägt war, lebten Orte wie der zur Gemeinde zählende Ort Biver eher vom Bergbau. Aus dieser Tradition heraus entstanden in der Region mehrere Fußballvereine. Am 14. Februar 1921 schlug Emile Escoffier, Anwalt in Aix-en-Provence, die Gründung eines Fußballvereins für Gardanne vor. Die Gründung des Clubs wurde am 10. Oktober offiziell, indem sie durch die Unterpräfektur bestätigt wurde. Als Vereinsfarben wurden zunächst Schwarz und Weiß festgelegt. Zur Saison 1933/34 erhielt der Verein von der Gemeinde unter Leitung des damaligen Bürgermeisters Victor Savine ein kleines Stadion namens Stade Saint-Roch nahe dem Ortszentrum. Mit dem Gewinn der Provence-Meisterschaft gegen eine Mannschaft aus Aubagne sicherte sich Gardanne 1935 den ersten regionalen Amateurtitel seiner Vereinsgeschichte. 
In der Saison 1959/60 gelang der Mannschaft der Einzug in die landesweite Hauptrunde des französischen Pokalwettbewerbs. Dies war schon alleine deshalb eine große Überraschung, weil sie zu diesem Zeitpunkt lediglich in der sechsten Liga, der Promotion d’Honneur B, antrat. Im Zweiunddreißigstelfinale setzte Avenir Sporting sich mit 5:2 nach Verlängerung gegen einen Fünftligisten durch und traf in der folgenden Runde am Valentinstag auf den Erstdivisionär Toulouse FC. Das Spiel fand, wie damals im Pokal üblich, auf neutralem Platz in Arles statt. Die Amateurmannschaft setzte sich aus sieben Bergleuten, zwei Kesselschmieden – von denen einer ebenfalls in der örtlichen Mine arbeitete, der andere bei Pechiney –, einem Zimmermann und einem Kfz-Monteur zusammen. Unter diesen elf Spielern waren zwei, aus deren Familien später französische Nationalspieler heranwuchsen, nämlich Isidore Pardo, der Vater von Bernard, und Roland Revelli, einer der älteren Brüder von Hervé und Patrick. Ihnen gelang, was seit Einführung des Professionalismus im französischen Fußball (1932) noch kein Sechstligist geschafft hatte und den Verein in der Geschichte des Wettbewerbs um die Coupe de France unsterblich machte („À jamais les premiers“): sie schalteten den Toulouse FC, der zu diesem Zeitpunkt Tabellenvierter der höchsten Spielklasse und in Bestbesetzung (darunter Léon Deladerrière, Robert Mouynet und Ernest Schultz) angetreten war, mit 3:2 aus. Dabei hatte Toulouse sogar noch mit 2:1 vorne gelegen, der Außenseiter – in Frankreich als petit poucet oder „Däumling“ bezeichnet – das Spiel aber gedreht. Gardanne brachte es damit sogar auf die Titelseite von L’Équipe, deren Schlagzeile am 15. Februar 1960 lautete „Enorm! Gardanne (30.-bester Verein der Provence) erteilt Toulouse (viertbester französischer Klub) eine Lektion!“.
Im anschließenden Achtelfinale traf AS Gardanne in Nizza auf die Zweitligaprofis des OSC Lille, die das Spiel mit 2:1 für sich entscheiden konnten, nachdem Gardanne mit 1:0 in Führung gegangen war. Der Bergarbeitermannschaft wurde am Ende der Saison die von France Football gestiftete, verbandsoffizielle Auszeichnung als bester Amateurklub des Wettbewerbs 1959/60 verliehen.
1963 stieg der Verein schließlich in die Division d’Honneur auf, damals die vierthöchste Spielklasse des französischen Ligensystems. Bis 1987 spielte AS Gardanne meist in der vierten Liga. Danach stieg die Mannschaft mehrere Male ab, kehrte erst 2007 vorübergehend in die fünfte Liga zurück.

## Bekannte ehemalige Spieler und Trainer
- Moncef Djebali (1957–2009), als Jugendlicher
- Louis de Maréville (1918–1982), Gardannes Trainer ab 1959
- Bernard Pardo (* 1960), als Jugendlicher
- Hervé Revelli (* 1946), als Jugendlicher
- Daniel Xuereb (* 1959), als Jugendlicher